# Ишерим
Ишерим — гора высотой 1331 метр, вторая (после вершины хребта Тулымский камень) по высоте в Пермском крае. Относится к системе Уральских гор, расположена на территории Вишерского заповедника. Восхождение не представляет особой сложности для физически здорового человека — сложнее и опаснее добраться до подножия горы. Некоторые группы оставляют на вершине записки для следующих за ними восходителей.

## Топонимика
А. К. Матвеев считал, что название «Ишерим» присвоено горе ошибочно. Он указал на то, что мансийский ороним «Исирум» относится к хребту Ольховочный, отходящему от горы в юго-западном направлении. Для самой горы он приводит мансийское название Салинг-Хум-Катэ-Пелым-Нёл — «Отрог, где пастух проткнул свою руку».
И. Б. Попов, бывший директором заповедника «Вишерский» с 1998 по 2003 год, приводит ещё два мансийских названия, связанных с горой:
- Сат-Хум-Нёл — «Отрог семерых (мужчин)»
- Салим-Хум-Нёл — «Отрог богатого пастуха, пастуший нос»

Он объясняет наличие нескольких названий сильной расчленённостью массива горы.